# Ribeira Laje
A ribeira Laje é uma ribeira de Portugal, pertencente à bacia hidrográfica da região costeira entre o Ave e o Leça.
Pertence à região hidrográfica do Cávado, Ave e Leça.
Tem um comprimento aproximado de 6,3 km e uma área de bacia de aproximadamente 16,5 km².